# Yin (philosophie)
Pour les articles homonymes, voir Yin (homonymie).

figure circulaire de monsieur Lai Qutang, representation ancienne du Tàijítú (太極圖)

Le yin (陰 ou 阴 ; pinyin : yīn) est une notion élémentaire de la pensée chinoise. 
On trouve plusieurs occurrences du caractère yin dans le Livre des Odes (shijing, 詩經), composé sous les Zhou entre -1000 et -500. Dans la plupart des cas, l'emploi  est lié à la pluie et désigne les « nuages, l'ombre » et parfois « le versant ombragé, l'ubac ». À cette époque, il n'est pas lié systématiquement à la notion de yang et reste un terme concret désignant un phénomène naturel.

Le dictionnaire étymologique des Han (-121), le Shuowen jie zi, 说文解字, confirme ce sens premier en lui donnant la valeur de : « sombre, [comme] le sud de l'eau ou le nord de la montagne ». 
À partir de Zou Yan (-305~-240), le caractère yin est associé, comme notion complémentaire, au caractère yáng et sert à effectuer une catégorisation binaire des phénomènes naturels ou humains. Sont étiquetés yin le froid, les nuages, la pluie, la féminité, l'ombre. Ce qui est réceptif, latent, passif ou encore interne peut être généralement qualifié de yin.
Un symbole animal en est la grue blanche qui symbolise le calme (yin, donc), la pureté et la loyauté.
Sont associés au yin :
- lune
- nuit
- obscurité
- froid
- passif
- féminin
- nord
- hiver
- gauche
- terre
- pair
- 6
- 8